# Lê Văn Tuyến
Lê Văn Tuyến (sinh năm 1973) là một Thượng tướng Công an nhân dân Việt Nam, hiện giữ chức Ủy viên Thường vụ Đảng ủy Công an Trung ương, Thứ trưởng Bộ Công an Việt Nam.

## Thân thế, sự nghiệp
Trung tướng Lê Văn Tuyến sinh năm 1973, quê ở xã Hòa Lâm, huyện Ứng Hòa, Hà Nội. Ông từng là Phó Cục trưởng Cục Tham mưu, Tổng cục Chính trị Công an nhân dân (Bộ Công an). Đồng thời đảm nhận chức vụ Trợ lý cho tổng cục trưởng tổng cục Chính trị công an nhân dân (khi đó, tổng cục trưởng tổng cục Chính trị Công an nhân dân là Trung tướng Trần Bá Thiều). 
Tháng 12 năm 2017, ông được bổ nhiệm chức vụ Giám đốc Công an tỉnh Đắk Nông.
Tháng 12 năm 2019, ông được điều động làm Giám đốc Công an tỉnh Đắk Lắk.
Tháng 3 năm 2021, ông đảm nhận chức vụ Phó Chủ nhiệm Thường trực Ủy ban Kiểm tra Đảng ủy Công an Trung ương.
Tháng 1 năm 2022, Thủ tướng Chính phủ Phạm Minh Chính bổ nhiệm ông Lê Văn Tuyến giữ chức Thứ trưởng Bộ Công an.

## Lịch sử thụ phong cấp hiệu
| Năm thụ phong | 2021        | 2023        | 2025         |
| ------------- | ----------- | ----------- | ------------ |
| Cấp hiệu      |             |             |              |
| Tên cấp hiệu  | Thiếu tướng | Trung tướng | Thượng tướng |